# Тебо-Мони, Анни
Анни Тебо-Мони (фр. Annie Thébaud-Mony, род. 5 октября 1944) — французский социолог здравоохранения, известная своими исследованиями и общественной работой по профессиональным заболеваниям.

## Личная жизнь
Анни — мать троих детей. Она была компаньоном Анри Пезера, директора по исследованиям CNRS, токсиколога (который дал своё имя ассоциации).

## Профессиональная жизнь
Она является директором подразделения Inserm GISCOP93 (Группа научных интересов по профессиональной онкологии) в Университете Париж 13.
Она является научным руководителем программы сравнительной социологии производства знаний в области гигиены труда: Франция, Бразилия, Квебек, Япония (ANR).
Тебо-Мони возглавляет ассоциацию Анри Пезера (здоровье, работа, окружающая среда).
31 июля 2012 года она отказывается от ордена Почётного легиона, чтобы осудить «безразличие», влияющее на здоровье на работе, и безнаказанность «производственных преступлений». Она пишет письмо министру по вопросам территориального равенства и жилищного строительства Сесиль Дюфло, объясняя причину отказа. Она осуждает отсутствие финансирования для этого исследовательского сектора.
Тебо-Мони является представителем Ban Asbestos France, французской ассоциации, занимающейся рисками, связанными с асбестом.